# Vernon Brown
Vernon Brown (Venice, 6 januari 1907 - Los Angeles, 18 mei 1979) was een Amerikaanse jazztrombonist van de swing en de dixieland.

## Carrière
Vernon Brown groeide op in St. Louis. In zijn vroege jaren als muzikant speelde hij daar in 1925 en 1926 met Frankie Trumbauer en Bix Beiderbecke. Tijdens de late jaren 1920 ging hij naar Jean Goldkette (1928) en Benny Meroff, maar werkte echter meestal in het radio-orkest van St. Louis, totdat hij midden jaren 1930 naar New York kwam. Daar speelde hij in de band van Mezz Mezzrow (1937) en in hetzelfde jaar in het orkest van Benny Goodman, waar hij bleef tot 1940. Verder nam hij in deze periode platen op met Harry James (Texas Chatter, 1938). In 1940 wisselde hij naar de band van Artie Shaw, in 1941 naar Jan Savitt en Muggsy Spanier (Hesitating Blues, 1941/42) en naar het Casa Loma Orchestra.
Tijdens de jaren 1940 wisselde Brown qua stijl van swing naar dixieland, werkte hij vaak als studiomuzikant en met Sidney Bechet. In 1950 leidde hij een eigen band en ondernam Reunion Tours met Benny Goodman en toerde met hem in 1953 en 1958 door Europa. In 1963 werkte hij met Tony Parenti. Verder werkte hij tot begin jaren 1970 als studiomuzikant bij televisie- en radio-orkesten. Tijdens de jaren 1950 nam hij platen op met Bobby Hackett, Wild Bill Davison, Cozy Cole, Bud Freeman, Ray McKinley. Qua stijl werd Brown beïnvloed door Jack Teagarden.

## Overlijden
Vernon Brown overleed in mei 1979 op 72-jarige leeftijd.
- Bibliothèque nationale de France: cb13931561k (data)
- International Standard Name Identifier: 0000 0000 7142 5963
- Library of Congress Control Number: no93030458
- MusicBrainz: 6499d836-e19d-4eb5-bfbd-504848e358a3
- Istituto Centrale per il Catalogo Unico: DDSV209942
- Système universitaire de documentation: 156479028
- Virtual International Authority File: 27254979
- WorldCat: E39PBJvCR4fgF9MW8xP7gQjXBP